# سیارک ۹۱۲۱۴
سیارک ۹۱۲۱۴ (به انگلیسی: 91214 Diclemente، نامگذاری:1998YB10) نود و یک هزار و دویست و چهاردهمین سیارک کشف شده‌است که در ۲۳ دسامبر ۱۹۹۸ کشف شد.